# Státní ústav pro rekonstrukci památkových měst a objektů
Státní ústav pro rekonstrukci památkových měst a objektů (SÚRPMO) byl státní ústav, který vznikl v Praze roku 1954 jako centralizovaná instituce pro komplexní řešení rekonstrukcí zejména historických jader měst a historických objektů v Československu. 
Navazoval na činnost R-ateliéru při Stavoprojektu, vzniklého již roku 1949. 
Ústav řešil komplexně jak část přípravnou, tak prováděcí. Brzy se etabloval důležitý ateliér stavebně historických průzkumů (dlouho jej vedl Dobroslav Líbal), který po dobu své existence (jistě do roku 1989) měl monopol jak na provádění této činnosti, tak na projekční činnost architektonických ateliérů.
Po roce 1989 došlo k postupnému utlumení činnosti a proměně v akciovou společnost.

## Pracovníci
V ústavu byla zaměstnána řada významných odborníků, nejen architektů, ale i archivářů, historiků umění, geodetů a fotografů. 
Patřili k nim například : Miroslav Baše, Mojmír Horyna, Pavel Kupka, František Kašička, Ivo Loos, Petr Macek, Jan Muk, Jiřina Muková, Olga Novosadová, Milan Pavlík, archiváři Luboš Lancinger či Milada Vilímková.